# Lucy Larcom

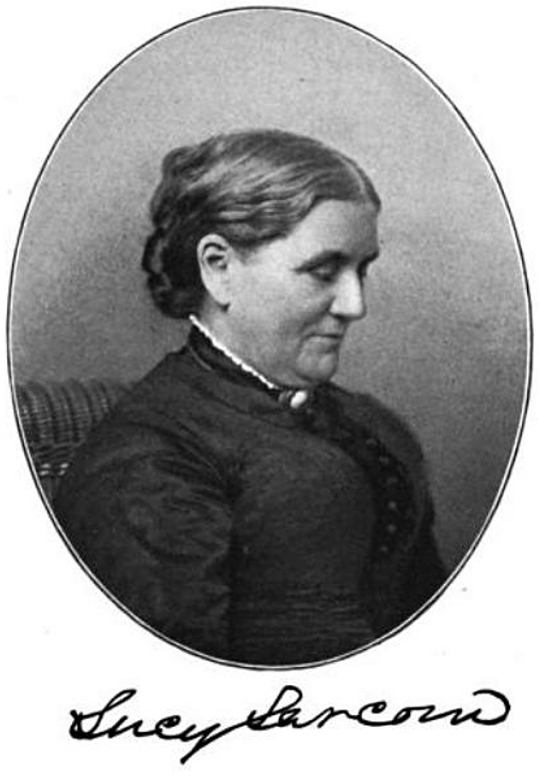
Lucy Larcom, posthum publizierte Aufnahme

Lucy Larcom (* 5. März 1824 in Beverly, Massachusetts; † 17. April 1893 in Boston, Massachusetts) war eine US-amerikanische Lehrerin, Dichterin und Autorin. Sie war eine der ersten Lehrerinnen am Wheaton Female Seminary (heute Wheaton College) in Norton, MA, und unterrichtete dort von 1854 bis 1862. In dieser Zeit war sie Mitbegründerin des Rushlight Literary Magazine, einer literarischen Studierendenzeitschrift, die noch immer erscheint. Von 1865 bis 1873 war sie Redakteurin des in Boston erscheinenden Our Young Folks, das 1874 mit dem St. Nicholas Magazine fusionierte. 1889 veröffentlichte Larcom einen der bekanntesten Berichte über die Kindheit in Neuengland ihrer Zeit, A New England Girlhood, der häufig als Referenz für das Studium der amerikanischen Kindheit in der Zeit vor dem Bürgerkrieg verwendet wird; der autobiografische Text behandelt die frühen Jahre ihres Lebens in Beverly Farms und Lowell, MA.
Zu ihren früheren und bekanntesten Gedichten gehören Hannah Binding Shoes und The Rose Enthroned. Erwähnenswert ist auch A Loyal Woman's No, eine patriotische Lyrik, die während des amerikanischen Bürgerkriegs große Aufmerksamkeit erregte. Larcom schrieb oft über religiöse Themen und verfasste zwei Bände mit Zusammenstellungen der großen religiösen Denker der Welt, Breathings of the Better Life (Boston, 1866) und Beckonings (Boston. 1886). Ihre letzten beiden Bücher, As it is in Heaven (Boston, 1891) und The Unseen Friend (Boston, 1892), enthalten viele persönliche Gedanken zu Fragen des spirituellen Lebens.

## Leben

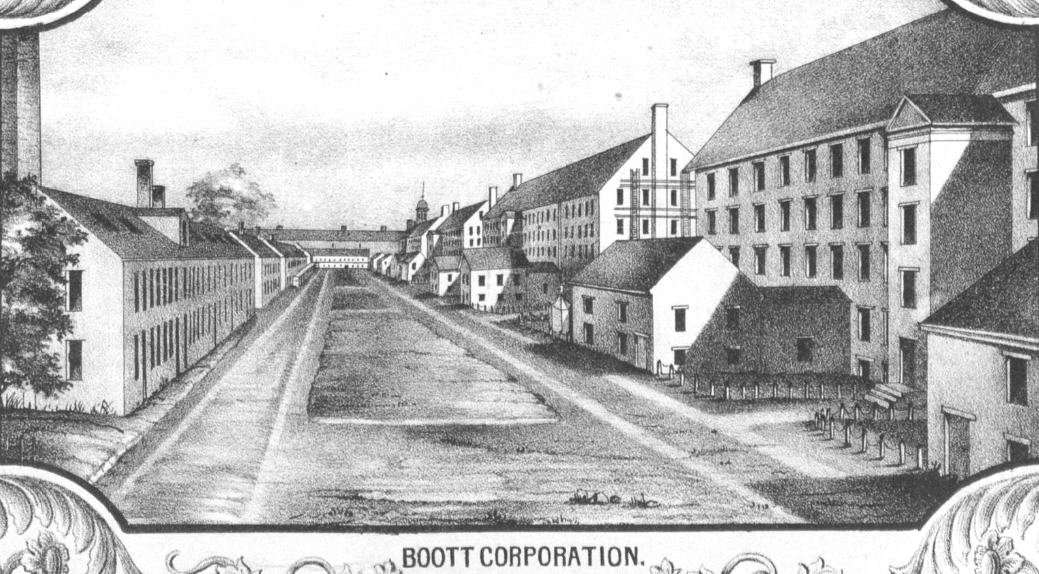
Boott Mills, ca. 1850

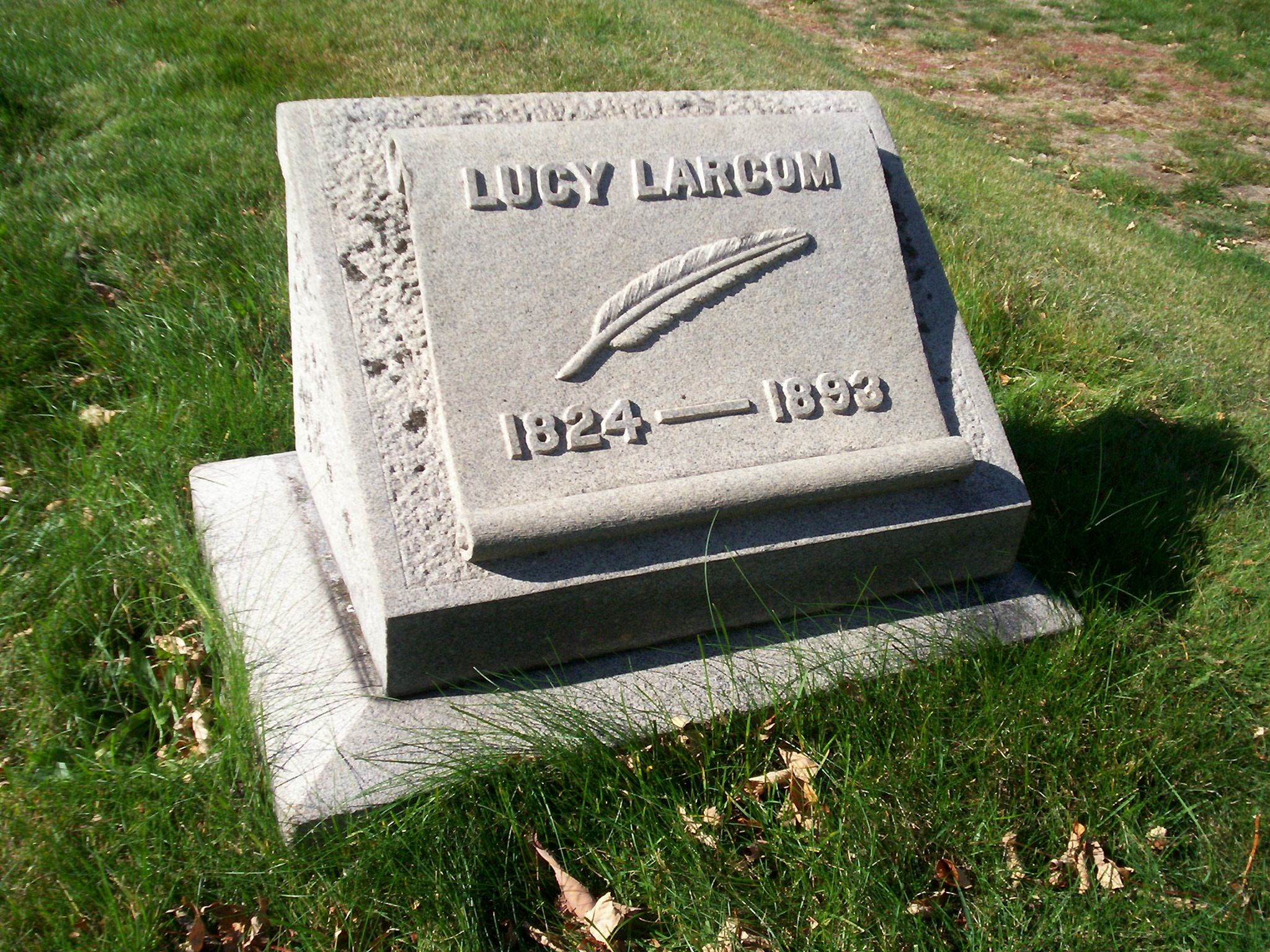
Grabstein auf dem Central Cemetery in Beverly, MA

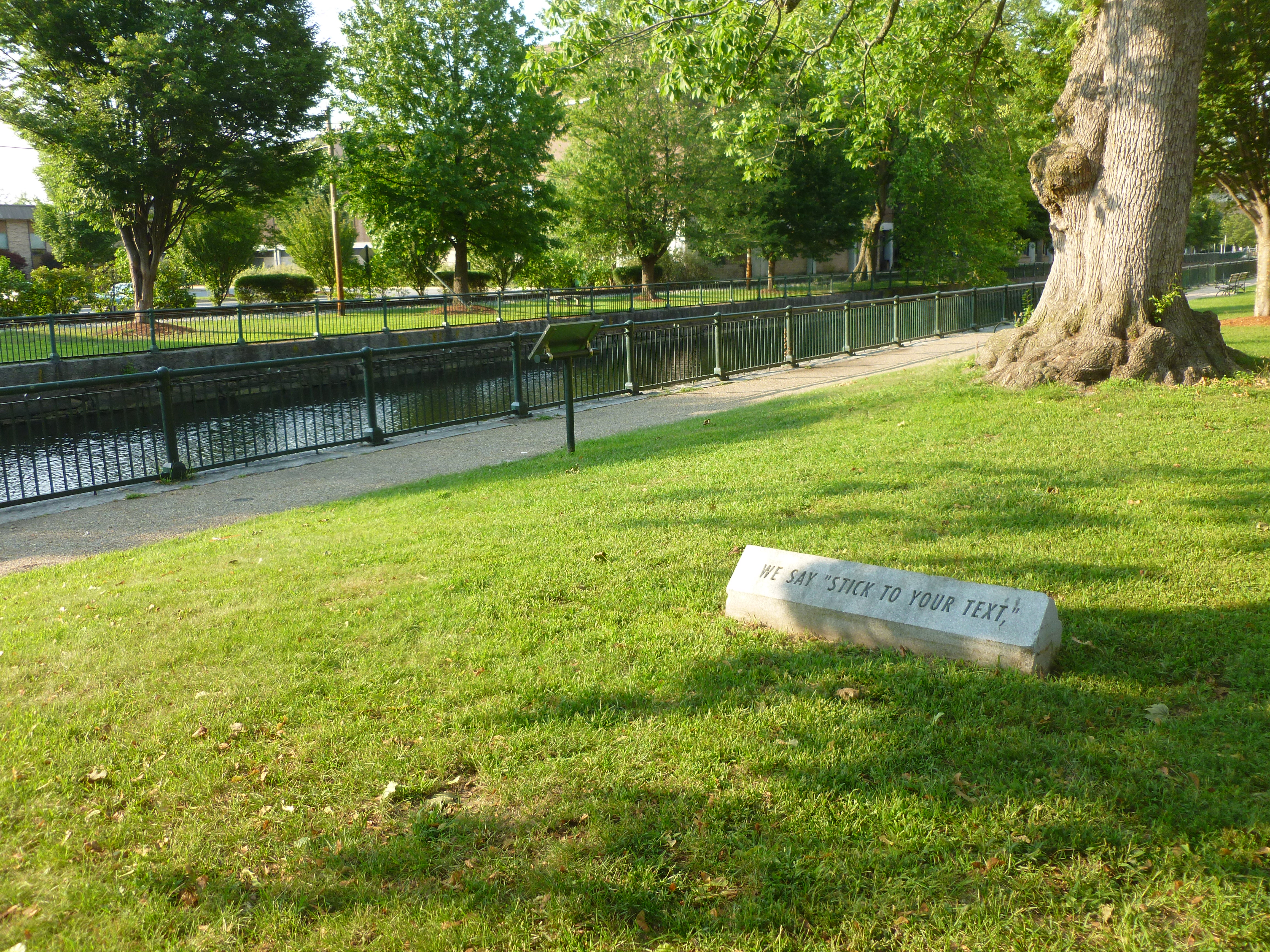
Lucy Larcom Park in Lowell, MA

Lucy Larcom wurde als das neunte von zehn Kindern, von denen acht Töchter waren, von Lois und Benjamin Larcom geboren. Laut ihrer Autobiografie A New England Girlhood entwickelte sie schon früh ein Interesse am Lesen und Schreiben, das sie durch die Lektüre von Kinderbüchern aus der Bibliothek der Sabbatschule vertiefte. 1832 starb der Vater und ihre Mutter blieb als Witwe mit zehn Kindern zurück.
Der Tod des Vaters fiel mit dem Aufkommen der industriellen Revolution in Lowell zusammen. Die Fabriken stellten junge Frauen als Arbeiterinnen und ältere Frauen als Leiterinnen der Pensionen ein, in denen die Arbeiterinnen lebten. Die Mutter fand eine Anstellung als Pensionsleiterin, während Larcom und ihre Geschwister in den Fabriken Arbeit fanden.
Im Alter von elf Jahren, im Jahr 1835, begann sie in Boott Mills, einer Baumwollspinnerei in Lowell, als Doffer zu arbeiten, um zusätzliches Geld für ihre Familie zu verdienen. Sie gehörte zu den Jüngsten, die in der Spinnerei beschäftigt waren. Insgesamt arbeitete sie dort zehn Jahre, am Anfang in der Spinnerei, am Ende als Buchhalterin. In ihrer Freizeit ging sie an ihrem Arbeitsplatz ihren Studien nach, wozu Lehrbücher in Mathematik, Grammatik, englischer oder deutscher Literatur gehörten. In ihren Erinnerungen behielt Larcom von ihrer Zeit in Lowell eine gesellschaftliche Atmosphäre von Freundlichkeit und Aufrichtigkeit, ohne ihre Verbindung zu ihrer Heimatstadt an der Küste aufzugeben. Wie in ihrer früheren Kindheit, gab sie ihren Visionen in Versen und durch das Erzählen von Geschichten Ausdruck. The Lowell Offering, eine Zeitschrift, deren Redakteure und Mitarbeiter weibliche Fabrikarbeiterinnen waren, wurde von 1839 bis 1845 herausgegeben, und schon bald nach ihrer Gründung wurde Larcom eine der Autorinnen der Zeitschrift. Eines ihrer ersten Gedichte trug den Titel The River, und viele ihrer Verse und Essays finden sich in den Bänden der Zeitschrift wieder. Einige erschienen später in Similitudes, ihrem ersten veröffentlichten Werk.
Bei einem der Treffen des literarischen Zirkels, der sich unter den „Fabrikmädchen“ gebildet hatte, lernte Larcom den Dichter John Greenleaf Whittier kennen, der zu dieser Zeit in Lowell eine Zeitschrift der Free Soil Party herausgab. Er wurde ihr langjähriger Freund. Später, als sie Whittiers Schwester Elizabeth kennenlernte, verbrachten die drei viel Zeit miteinander und es entstanden Werke, die in den Sammlungen Child-life und Songs of Three Centuries erschienen sind. Ebenfalls während der Zeit in Lowell freundete sie sich mit Harriet Hanson Robinson an, die auch in den Fabriken arbeitete und für das Lowell Offering schrieb. Robinson wurde ebenfalls Dichterin und war in der Frauenwahlrechtsbewegung aktiv.
Im Alter von etwa zwanzig Jahren begleitete Larcom ihre älteste Schwester Emeline und deren Mann in die damals „wilde Prärie“ von Illinois. Hier teilte sie die Mühen des Haushalts eines Geistlichen in der Pionierzeit, der oft von Ort zu Ort zog, je nachdem, wer den Geistlichen rief. In einem leerstehenden Blockhaus unterrichtete Larcom eine Gruppe von Schülern aus den verstreuten Siedlungen im Umkreis. Sie unterrichtete unter der Schirmherrschaft eines Bezirkskomitees, vor dem die Kandidatin vor ihrer Amtseinführung ihre rechte Hand hochhalten und schwören musste, dass sie über ausreichende Kenntnisse in Schrift, Rechtschreibung, Arithmetik und Geografie verfügte, um sie zu unterrichten. Ihr Gehalt war eine 40 US-Dollar für drei Monate.
Während eines weiteren Aufenthalts besuchte Larcom drei Jahre lang als Schülerin das Monticello Female Seminary in Godfrey, IL. In den letzten beiden Jahren leitete sie die Vorbereitungsabteilung des Colleges.
Schließlich kehrte Larcom zurück nach Beverly, wo sie ein oder zwei Jahre lang eine Klasse junger Damen unterrichtete, bevor sie eine Stelle als Lehrerin am Wheaton Female Seminary in Norton annahm. Dort unterrichtete sie sechs Jahre lang Rhetorik, englische Literatur und Komposition, manchmal auch Geschichte, Geistes- und Sittenlehre oder Botanik. Nach diesen wenigen Jahren begann Larcoms Gesundheit unter der ständigen Belastung durch die Lehrtätigkeit zu leiden, so dass sie ihre reguläre Anstellung aufgeben musste, obwohl sie von Zeit zu Zeit Vorlesungen über Literatur hielt oder Klassen in verschiedenen Bostoner Schulen für junge Damen unterrichtete.
Ihr erstes Gedicht The Rose Enthroned für die Zeitschrift The Atlantic wurde gleich sehr bekannt. Es war ein Schöpfungs-Epos mit einundzwanzig vierzeiligen Strophen. Zuvor, bereits während ihres Aufenthalts in Illinois, wurden einige Gedichte mit ihrem Namen und einer kleinen Skizze der Autorin in Griswolds Female Poets of America (1848) veröffentlicht; und etwa zur gleichen Zeit wurden Verse von ihr in Sartain's Magazine abgedruckt. In den Jahren 1852–53 schrieb sie häufig für die National Era, deren Korrespondent Whittier war. Später erhielten und veröffentlichten der The Independent, der Boston Congregationalist und verschiedene andere Zeitschriften ihre Beiträge. Hannah Binding Shoes erschien zuerst im New York Crayon und wurde ihr bekanntestes. Als die Zeitschrift Our Young Folks gegründet wurde, wurde Larcom eine der stellvertretenden Herausgeberinnen. Zusätzlich war sie für ein oder zwei Jahre die leitende Redakteurin.
Larcom starb im Alter von 69 Jahren in Boston und wurde in ihrer Heimatstadt Beverly beigesetzt. Ihr Einfluss ist in Beverly noch immer spürbar. Eine lokale Literaturzeitschrift mit dem Titel The Larcom Review ist nach ihr benannt, ebenso wie die Bibliothek der Beverly High School. Ein 1912 in Beverly erbautes Theater heißt Larcom Theatre.
Der in den Ossipee Mountains in New Hampshire gelegene Larcom Mountain ist nach ihr benannt, da sie sich in den späten 1800er Jahren häufig in dieser Gegend aufhielt. Am Wheaton College in Norton, Massachusetts, ist das Larcom Dormitory nach ihr benannt. Das von ihr gegründete Rushlight Literary Magazine wird auch heute noch veröffentlicht. In Lowell wurde der Lucy Larcom Park nach ihr benannt, um ihre literarischen Werke zu würdigen. Der Park befindet sich zwischen den beiden Gebäuden der Lowell High School, und Auszüge aus ihren Schriften sind auf Denkmälern, Statuen und anderen Kunstwerken im Park zu finden.
Das Wheaton College hält Teile ihres Nachlasses.

## Werke
- Beiträge zum Lowell Offering. 1845.
- Lottie’s Thought-Book. American Sunday-School Union, Philadelphia 1858.
- Ships in the Mist, and Other Stories. Hoyt, Boston 1860.
- Similitudes, from the Ocean and Prairie. Hoyt, Boston 1860.
- Leila Among the Mountains. Hoyt, Boston 1861.
- Breathings of a Better Life. Fields, Osgood, Boston 1866.
- Poems. Fields, Osgood, Boston 1868.
- Mit J. G. Whittier: Child-Life. Fields, Osgood, Boston 1871.
- Mit J. G. Whittier: Child-Life in Prose. Fields, Osgood, Boston 1873.
- Childhood Songs. Osgood, Boston 1875.
- An Idyl of Work. Osgood, Boston 1875.
- Roadside Poems for Summer Travellers. Osgood, Boston 1876.
- Mit J. G. Whittier: Songs of Three Centuries. Osgood, Boston 1876.
- Hillside and Seaside in Poetry. Osgood, Boston 1877.
- Landscape in American Poetry. D. Appleton, New York City 1879.
- Wild Roses of Cape Ann and Other Poems. Osgood, Boston 1880.
- Among Lowell Mill-Girls. In: Atlantic Monthly Band 48, 1881, S. 593–612.
- American Factory Life—Past, Present and Future. In: Journal of Social Science Band 16, 1882, S. 141–46.
- Larcom’s Poetical Works, auch Lucy Larcom’s Poems. Houghton Mifflin, Boston 1884.
- Semi-Centennial Sketch of Wheaton Seminary. Riverside Press, Cambridge 1885.
- Beckonings for Every Day. Houghton Mifflin, Boston 1886.
- Easter Messengers. White, Stokes, and Allen, New York City 1886.
- The Crystal Hills, mit Illustrationen von F. Schuyler Mathews. Prang, Boston 1889.
- A New England Girlhood. Houghton Mifflin, Boston 1889.
- Easter Gleams. Houghton Mifflin, Boston 1890.
- As It Is In Heaven. Houghton Mifflin, Boston 1891.
- At the Beautiful Gate. Houghton Mifflin, Boston 1892.
- In the Ossipee Glens. In: New England Magazine, Oktober 1892, S. 192–207.
- The Unseen Friend. Houghton Mifflin, Boston 1892.

## Weitere Literatur
- Bernice Selden: The mill girls: Lucy Larcom, Harriet Hanson Robinson, Sarah G. Bagley. Atheneum, New York City 1983, ISBN 0-689-31005-6 (archive.org).
- Sylvia J. Cook: Working Women, Literary Ladies: The Industrial Revolution and Female Aspiration. Oxford University Press, Oxford 2007, ISBN 978-0-19-971661-6, S. 159–187 (eingeschränkte Vorschau in der Google-Buchsuche).